# كوفي لوكهارت-آدامز
كوفي لوكهارت-آدامز (بالإنجليزية: Kofi Lockhart-Adams)‏ هو لاعب كرة قدم بريطاني في مركز الهجوم، ولد في 9 أكتوبر 1992 في لندن في المملكة المتحدة. لعب مع نادي بارنت.

## وصلات خارجية
- كوفي لوكهارت-آدامز على موقع قاعدة بيانات كرة القدم.إي يو (الإنجليزية)
- كوفي لوكهارت-آدامز على موقع Soccerbase.com (لاعب) (الإنجليزية)